# Lexovisaure
Els lexivosaures (Lexovisaurus) són un gènere de dinosaures que visqué al Juràssic mitjà, fa uns 165 milions d'anys, a Europa. Les seves restes fòssils s'han trobat a França i Anglaterra.
Diferia de la majoria dels estegosàurids: un parell de pues sorgien de la zona frontal de les espatlles. L'espècimen tipus, Lexovisaurus durobrivensis, fou formalitzat per Hoffstetter l'any 1957.